# Зґвалтування за дорученням
Зґвалтування за дорученням — вид зґвалтування, коли для фізичного нападу на жертву нападник використовує іншу особу.

## Типи

### Примушування когось до сексу з третьою особою
У вересні 2007 року жінка зі штату Юта, вихована у фундаменталістській церкві Ісуса Христа Святих Останніх Днів, подала до суду справу про зґвалтування через довірену особу проти лідера церкви Воррена Джеффса, який, як вона стверджує, змусив її вийти заміж за свого 19-річного двоюрідного брата та вступити в статеві стосунки з ним, коли їй було 14 років. Джеффса засудили за цим звинуваченням.

### Ґвалтівник під примусом
Примушування до зґвалтування — це явище, яке досліджували в Демократичній Республіці Конго, де жертви зґвалтувань під час війни засвідчили випадки примусових інцестуозних нападів, які переважно відбуваються після групового зґвалтування, коли батька змушують ґвалтувати доньку, а сина змушують ґвалтувати матір. Серед актів сексуального насильства під час Тиграйської війни в Ефіопії та Еритреї були випадки, коли чоловіків і хлопчиків змушували ґвалтувати членів своєї сім'ї під загрозою насильства або смерті.

### Ґвалтівник вводить в оману
У 2014 році в окрузі Принс-Джордж, штат Меріленд, жінка та її доньки стали жертвами кількох спроб нападу з боку чоловіків, які зв'язалися з ними через фальшиві контакти в соціальних мережах, видаючи себе за жінку, і запросили їх приїхати до неї додому, щоб реалізувати фантазії про зґвалтування. Слідство показало, що організатором подій став колишній чоловік жінки. Браян Фрош і Кетлін Дюме з The Baltimore Sun зазначили, що «хоча її колишній чоловік зрештою був притягнутий до відповідальності, прокурори були змушені скласти довгий список звинувачень, щоб винести вирок, який би відповідав цьому новому злочину», і що це явище не є унікальним і потребує нового законодавства для боротьби з ним. Вони також стверджують, що зґвалтування за дорученням через оманливі оголошення в Інтернеті є унікальним видом змови, оскільки «вербувальники і жертви ніколи не зустрічаються, не обмінюються чимось цінним і можуть взагалі ніколи не спілкуватися безпосередньо». У результаті цієї справи сенат штату прийняв законопроєкт, який забороняє «розміщення інформації про іншу особу, яка рекламує те, що вона вітає сексуальне насильство».

## Подальше читання
- Mardorossian, Carine M. (13 травня 2014). 5. Rape by Proxy in Contemporary Diasporic Women’s Fiction. Framing the Rape Victim. New Brunswick: Rutgers University Press. ISBN 9780813566047.
- McCann, Fiona (2009). Writing Rape: The Politics of Resistance in Yvonne Vera's Novels. Feminism, Literature and Rape Narratives (вид. 1st). Routledge. ISBN 9780203479735.
- LetterToTheEditor (9 лютого 2012). Rape by proxy. The Virginian-Pilot. Процитовано 3 квітня 2024.